# Psykup
Psykup est un groupe de heavy metal français, originaire de Toulouse, Occitanie. Leur style musical particulier, est aussi appelé (par eux-mêmes), l'« autruche core ».

## Biographie

### Débuts (1995–2007)
Le groupe est formé en 1995 à Toulouse, en Haute-Garonne. Il s'inspire dès le début de Strapping Young Lad, Mr. Bungle, Primus et Alice in Chains. Cependant, Psykup désire faire du metal autrement en mélangeant les styles accompagné d'influences pop et groove. Progressivement, Psykup se rapproche d'autres groupes de la scène metal française comme Gojira et Sleeppers. La voix très travaillée du chanteur rappelle à certains le style de System of a Down.
Psykup est membre du collectif Antistatic (qui rassemble également en son sein Leiden, Sidilarsen, Mary Slut et Delicatessen). Après un EP intitulé Sors la tête publié en 2000, le groupe sort un véritable album en 2002, Le Temps de la réflexion,. Assemblage de compositions issues d’époques diverses, l’album séduit pourtant, la critique comme le public metal. En 2004 paraît Acoustiques, vidéos live, remixes, EP de raretés qui marque le lien entre son prédécesseur et L’Ombre et la proie, nouvel album sorti lui en février 2005.

### We Love You Allet séparation d'avec MiLKa (2008–2009)
Trois ans après la sortie de l'album L’Ombre et la proie, le groupe publie We Love You All en 2008, un digipack regroupant deux CD de six morceaux chacun (malgré ce faible nombre, chaque CD dure 45 minute) et un DVD comprenant un live filmé à Bordeaux, un road movie sur le parcours de Psykup depuis décembre 2004, et des bonus. L'album est publié chez Season of Mist, label indépendant plutôt orienté vers le métal.
Le 5 février 2009, le départ de MiLKa, après quatorze ans de service, est annoncé par un communiqué officiel, cependant le groupe déclare qu'il finira la deuxième partie de tournée de We Love You All avec la formation au complet. Leur dernière date est celle du 27 juin 2009 à la MJC de la ville tarnaise d'Albi.

### Reformation du groupe à partir de 2014
L'un des deux chanteurs, Julien Cassarino, annonce qu'il travaillait sur la possibilité d'un quatrième album du groupe. Un come-back avec ou sans MiLKa reste donc envisageable. Le 7 juin 2014, Psykup se reforme pour un concert à Toulouse. Le groupe repart sur les routes l'année suivante et participe au festival de Bourges. Au cours de cette année, ils jouent dans le sud de la France et à Lyon.
En 2016, le groupe intègre un nouveau membre, Victor Minois, guitariste.
Après neuf ans d'absence, un nouvel album, intitulé Ctrl+Alt+Fuck, sort en 2017, sous le label Les Amis de l'Autruche.
En 2021, le groupe sort un cinquième album, Hello Karma!, sur le même label. En juillet de la même année, Matthieu Miegeville (MiLKa), membre fondateur du groupe, quitte la formation à la suite de plaintes pour harcèlement moral de la part de deux femmes proches du groupe recueillies par des journalistes mais jamais déposées officiellement .
Le 11 avril 2025, le groupe sort son sixième album studio intitulé The joke of tomorrow, dans la continuité des deux précédents albums, c'est-à-dire dans un style plus concis et direct.

## Membres

### Membres actuels
- Julien Cassarino - voix, guitare (depuis 1995)
- Brice Sansonetto - batterie (depuis 1995)
- Julian Gretz - basse (depuis 2014)
- Matthieu Romarin - chant (depuis 2021)[15]
- Dorian « Dod » Dutech - guitare (depuis 2022)

### Anciens membres
- Matthieu Miegeville « MiLKa » - voix, triton (1995-2021)[13]
- Yannick « Magnum » Tournier - guitare (1995-2002)
- Etienne Treton - basse (1999-2002)
- Mélanie Török - basse (2002-2003)
- David « Vidda » Castel - guitare (2003-2015)
- Stéphane « Pelo » Bezzina - basse (2004-2009)
- Victor Minois - guitare (2016-2022)[9]

## Discographie

### Apparitions et collaborations
- Julien Cassarino est le chanteur du groupe Rufus Bellefleur.
- Trois membres de Psykup (le chanteur Julien, le batteur Brice et le guitariste David) font aussi partie d'un autre groupe de métal : Manimal
- Un autre projet, Simone Choule, voit le jour en 2007 avec le chanteur Julien, le batteur Brice, et le bassiste Stéphane. Baptiste, guitariste d'Aeria Microcosme, complète cette formation.
- Matthieu (chant) est également chanteur des groupes Agora Fidelio, My Own Private Alaska et Cancel The Apocalypse.
- Julien (chant) a participé au titre A Different Place sur l'album Orphan de Seaside. Ainsi que sur le titre Seule du groupe Aeria Microcosme et le titre Mes Reves de Slaene.
- Matthieu (chant) a collaboré avec Hypno5e sur le titre The Hole de leur album Des deux l'une est l'autre.